# Cyperus kirkii
Cyperus kirkii är en halvgräsart som beskrevs av Charles Baron Clarke. Cyperus kirkii ingår i släktet papyrusar, och familjen halvgräs. Inga underarter finns listade i Catalogue of Life.